# Жиганск

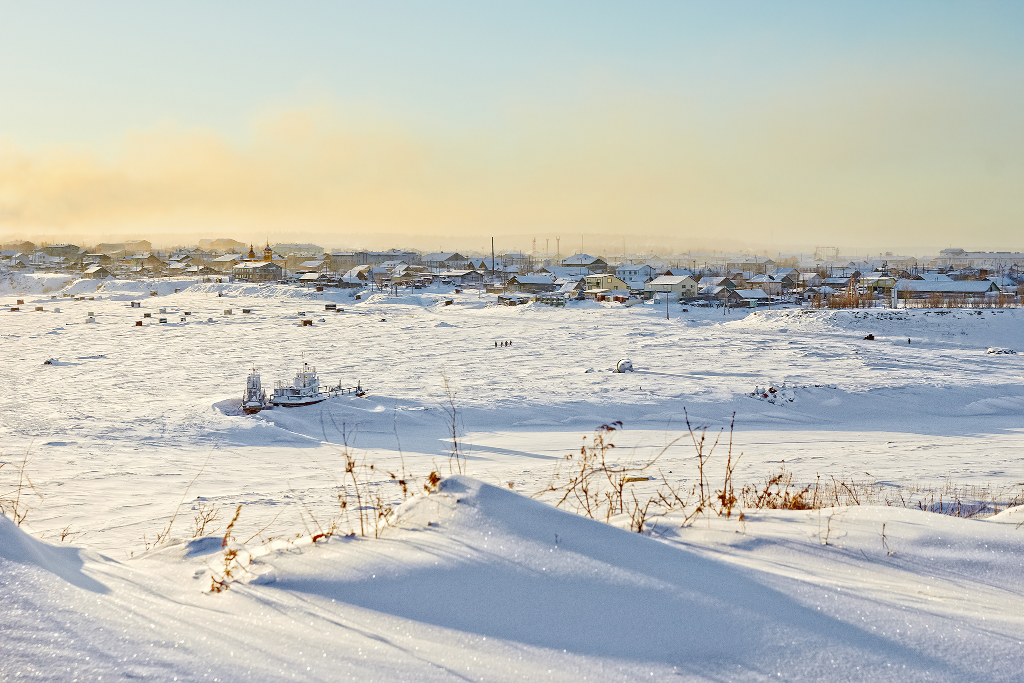

Жига́нск (эвенк. Эдигэн, Эден; якут. Эдьигээн) — село в России, административный центр Жиганского улуса Якутии и входящего в его состав Жиганского (эвенкийского национального) наслега.

## География
Жиганск расположен на левом берегу реки Лены по обе стороны реки Нуора, впадающей в Лену, в 610 км от Якутска (по прямой).

## История

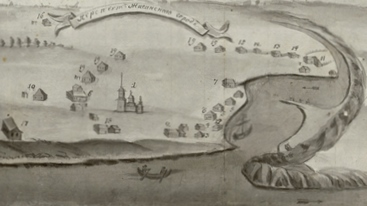
Перспект Жиганского города

Жиганск был назван по имени кочевавших в этой местности в XVII веке эвенков — ижиганов (эдигэнов).
В 1632 году отряд енисейского казака, сотника Петра Бекетова основал Ленский острог, и в этом же году летом группа казаков из отряда под руководством Алексея Архипова и Луки Яковлева спустились вниз по реке Лене и в 770 км от Ленского острога на левом берегу Лены построили Жиганское зимовье.
Жиганск с самого начала своей истории стал северным опорным пунктом землепроходчества на Лене. Уже в 1633 году отсюда на север была снаряжена и достигла Северного Ледовитого океана экспедиция Ивана Реброва, в сороковых годах XVIII столетия — экспедиция Ильи Перфильева, в шестидесятых — Владимира Атласова и многие другие. Жиганск также известен как одно из самых северных мест ссылки с постпетровских времен. Здесь побывали в ссылке высокопоставленные лица петровской эпохи Антон Девиер, Григорий Скорняков-Писарев, участник польского восстания Иван Оскирка, декабрист Андрей Андреев.
В 1773 году Жиганск стал центром Жиганского комиссарства. В 1783 году — уездным городом Якутской области Иркутской губернии, был пожалован гербом, на котором были изображения двух осетров на серебряном фоне. Статус города Жиганск утратил в 1805 году, после разграбления «варнаками» — беглыми каторжанами, спустившимся с охотских солеварен по реке Алдан на реку Лену.
В 1825 году Жиганск стал центром Жиганского улуса, охватывающего всю территорию северных районов (Анабарского, Булунского, Оленёкского, Усть-Янского) до самого океана. С декабря 1930 года — центр Жиганского района Якутской АССР (с 1993 года — Жиганский улус)

## Население
| 1939  | 1959  | 1970  | 1979  | 1989  | 2002  | 2010  |
| ----- | ----- | ----- | ----- | ----- | ----- | ----- |
| 658   | ↗1621 | ↗3202 | ↗4025 | ↗4511 | ↘3346 | ↗3420 |
| 2012  | 2013  | 2014  | 2015  | 2016  | 2017  | 2018  |
| ↗3433 | ↗3451 | ↘3416 | ↘3410 | ↗3414 | ↘3404 | ↘3399 |
| 2019  | 2020  | 2021  |       |       |       |       |
| ↘3371 | ↘3328 | ↗3382 |       |       |       |       |

Согласно результатам переписи 2002 года, в национальной структуре населения эвенки — 42 %, якуты — 33 %.
Основное занятие жителей: рыбный промысел (осётр, нельма, таймень), оленеводство, звероводство (голубой песец), охота (песец, соболь, дикий северный олень, лось, медведь, волк).

## Климат
| Показатель                    | Янв.  | Фев.  | Март  | Апр.  | Май   | Июнь | Июль | Авг. | Сен.  | Окт.  | Нояб. | Дек.  | Год   |
| ----------------------------- | ----- | ----- | ----- | ----- | ----- | ---- | ---- | ---- | ----- | ----- | ----- | ----- | ----- |
| Абсолютный максимум, °C       | −11,4 | −10,1 | 4,6   | 11,9  | 28,5  | 32,5 | 34,6 | 30,6 | 24,0  | 12,7  | −0,4  | −10,4 | 34,6  |
| Средний суточный максимум, °C | −35,5 | −31   | −18,1 | −5,9  | 6,0   | 17,3 | 21,4 | 17,0 | 7,9   | −7,2  | −25,8 | −33,5 | −6,5  |
| Средняя температура, °C       | −38,8 | −34,4 | −23,3 | −10,6 | 1,5   | 12,1 | 16,1 | 12,0 | 3,7   | −10,3 | −29,3 | −36,9 | −11,3 |
| Средний суточный минимум, °C  | −42,2 | −38,2 | −28,5 | −16,6 | −3,2  | 7,1  | 10,7 | 6,9  | −0,1  | −13,6 | −32,9 | −40,5 | −15,8 |
| Абсолютный минимум, °C        | −59,6 | −58,1 | −51,9 | −44,4 | −22,6 | −4,5 | −2,1 | −5,4 | −21,7 | −42,6 | −53,4 | −60   | −60   |
| Норма осадков, мм             | 10,4  | 11,4  | 11,9  | 12,4  | 21,8  | 36,2 | 46,3 | 45,8 | 37,5  | 37,4  | 18,1  | 13,6  | 302,6 |
| Источник:                     |       |       |       |       |       |      |      |      |       |       |       |       |       |

## Инфраструктура
Одна общеобразовательная школа. Центральная улусная больница. Почтовый узел. Библиотека. Дом культуры. Пристань (принимает суда типов «Метеор» и «Ракета», курсирующие по маршруту Якутск-Жиганск). Аэропорт.

## Референдум о запрете продажи алкогольной продукции
Референдум о запрете продажи алкогольной продукции и пива внутри Жиганска прошёл в посёлке в единый день голосования 9 сентября 2018 года. За установление запрета проголосовали 854 человека (62,52 % от участвующих в референдуме), против — 486 человек (35,58 %).
21 декабря 2018 года судья Верховного суда Республики Саха (Якутия) Матвеева Майя Константиновна решением по делу № 3а-59/18 по иску ООО «Арктик» признала решение № 47 Наслежного Совета депутатов Муниципального образования «Жиганский эвенкийский национальный наслег» от 03 октября 2018 года, по результату референдума вводящего полный запрет на продажу алкоголя и пива, противоречащим федеральному законодательству, недействующим и не подлежащим применению со дня вступления решения суда в законную силу. Апелляционная и частная жалобы удовлетворены не были.